# Turnul întunecat: Pistolarul
Turnul întunecat: Pistolarul (titlu original The Dark Tower: The Gunslinger) este un roman de aventuri, științifico-fantastic, de groază, de fantezie scris de autorul american Stephen King. Este primul volum din seria The Dark Tower (ro. Turnul întunecat), serie considerată ca fiind lucrarea magnum opus a lui King. Romanul a fost publicat prima oară în 1982 de editura Grant. Personajul principal este Roland Deschain, ultimul pistolar care de mulți ani îl caută pe omul în negru (Randall Flagg). Romanul îl urmează pe Roland Deschain într-un deșert imens în căutarea oponentului său. Roland se întâlnește cu mai multe persoane de-a lungul călătoriei sale, inclusiv cu un băiat numit Jake Chambers cu care călătorește o bună parte din drumul său.

## Fundal și publicare
Romanul a fost inspirat de poemul "Childe Roland to the Dark Tower Came" scris de Robert Browning, pe care King l-a citit ca pe o sophomore la Universitatea din Maine. King a explicat că "s-a jucat cu ideea de a încerca [să scrie] un lung roman  romantic care să cuprindă simțirile, dacă nu sensul exact, din poemul lui Browning."  King a început să scrie acest roman în 1970 pe un top de hârtie de culoare verde pe care l-a găsit la bibliotecă.
Cele cinci povestiri care formează acest roman au fost inițial publicate în The Magazine of Fantasy and Science Fiction: 
- "The Gunslinger" (octombrie 1978)
- "The Way Station" (aprilie 1980)
- "The Oracle and the Mountains" (februarie 1981)
- "The Slow Mutants" (iulie 1981)
- "The Gunslinger and the Dark Man" (noiembrie 1981)

A fost nevoie de doisprezece ani și jumătate pentru ca autorul să termine romanul. Produsul final a fost publicat pentru prima dată de Donald M. Grant, Publisher, Inc. ca o ediție limitată în 1982. În 1988, editura Plume a lansat o versiune comercială cu coperta broșată. De atunci, cartea a fost reeditată în diverse formate și inclusă în diferite pachete promoționale alături de celelalte volume ale seriei.
În 2003, romanul a fost reeditat într-o versiune revizuită cu schimbări de limbaj și având scene adăugate și modificate destinate soluționării neconcordanțelor cu cărțile ulterioare ale seriei.
Romanul este dedicat lui Ed Ferman, care este editor de multă vreme la The Magazine of Fantasy and Science Fiction.